# Eine Kugel für den Bastard
Eine Kugel für den Bastard (Originaltitel: Una forca per un bastardo) ist ein von Amasi Damiani inszenierter Italowestern aus dem Jahr 1968. Ins Kino deutschsprachiger Länder gelangte das Werk der Produktionsfirma S.P.E.F.D. erstmals am 13. Dezember 1968. Der Titel der deutschen Videoveröffentlichung war Wyoming Connection.

## Handlung
Beim Versuch, den Tod von Abraham Everton aufzuklären, muss der Sheriff von Jacksonville, Alan Phillip, erstmal den Tod eines Unschuldigen verhindern, den ein aufgebrachter Mob von Bürgern der Stadt für den Mörder hält und aufknüpfen will. Eine zwielichtige Rolle spielt dabei der reiche Farmer Foster, der den Mob zunächst anstachelt und später immer wieder vorschnell weitere Personen verdächtigt. Nach und nach sortiert der Sheriff, der eigentlich in Hochzeitsvorbereitungen steht, die verschiedenen Verdächtigen aus und kommt einer dunklen Familiengeschichte des Mordopfers auf die Spur. Zusammen mit Bob Everton, dem Sohn der Getöteten, stellt der Sheriff dem Mörder schließlich eine Falle, die die volle Wahrheit ans Licht bringt.

## Kritik
Der „durchschnittliche“ Film „hievt seine Klischees in gesundem Tempo am Zuschauer vorbei“, wie Christian Keßler formuliert und der vor allem prägnante Nebenfiguren der Geschichte lobend erwähnt. Keine besonders gute Meinung von dem Streifen hat der Evangelische Film-Beobachter: „Ein selbst für die Liebhaber der Gattung nur mäßig unterhaltender italienischer Wildwestfilm.“